# Savelli
Savelli (IPA: [saˈvɛlli], Savella in calabrese) è un comune italiano di 982 abitanti della provincia di Crotone in Calabria.

## Geografia fisica
Savelli si trova in un territorio montano situato ai limiti orientali della Sila Grande e contraddistinto dalle cime della Serra Alessandrella (1434 m.s.m), del Campo di Mazza (1461 m.s.m), del Mezzocampo Soprano (1373 m.s.m) e della Serra di Mezzocampo (1262 m.s.m).
In località Macchialonga si trovano le sorgenti del Lese.

## Origini del nome
Savelli deve il suo nome a Carlotta Savelli, nobildonna romana feudataria del borgo dove fu concesso lo stanziamento ad alcuni sfollati del terremoto del 1638.

## Storia
Il paese venne fondato da un gruppo di profughi , vittime del terremoto del 27 marzo 1638 (con epicentro Belsito) che ricevettero in locazione dalla principessa Carlotta Savelli della famiglia nobile romana dei Savelli, la località Scalzaporri. La scelta del luogo fu dettata dalla posizione riparata dai venti, dalla vicinanza di una fonte d'acqua potabile (l'odierna Fontana Vecchia) e dalla presenza di alcuni ricoveri appartenenti ad alcuni pastori del principe Rota di Cerenzia.
I terremotati della domenica delle Palme provenivano soprattutto dal paese di Scigliano e dalla sua frazione Carpanzano. I nuovi arrivati si unirono ai pastori del principe di Cerenzia fondando una comunità che venne chiamata Savelli, in onore della benefattrice. Le famiglie dei profughi furono identificate con i cognomi Arcuri, Astorino, Caligiuri, Cristiano, Fabiano, (Di) Fazio, Gentile, Grande, Greco, Gualtieri, Mancuso, Mascaro, Manfredi, Mauro, Pontieri, Rocca, Sacco, Scalise, Scarpino, Tallarico, Torcasso. I residenti (chiamati Marzi) riportavano i cognomi di Ananina, Capalbo, Chiarello, Drogo, Giodano, Lucente, Marasco, Molinaro, Pugliese, Rotundo, Spina, Vecchio. Successivamente i due gruppi si fusero con i matrimoni. I primi coloni, vista la ricchezza di sorgenti d'acqua, terrazzarono con muretti a secco tutti i terreni vicini alle sorgenti e vi impiantoro frutteti, oliveti, vigne, orti. Seminarono i terreni più pianeggianti. Vicino al fiume Lese impiantarono i primi mulini e le filande. In collina costruirono palmenti e frantoi, forni e fornaci. Moltissimi vivevano nei pagliai di canne e legna, altri costruirono le prime casette (di 30/40 m²) munite di caminetto, che servivano da cucina e camera da letto per tutti i componenti del nucleo familiare. Allevarono numerosi ovini e caprini, per i latte e i formaggi. Per la carne utilizzarono i suini. Successivamente furono raggiunti da artigiani: muratori, cestai, barilari, calderai, conciatori, fabbri, falegnani, sarti. In maggioranza erano braccianti agricoli. Le donne, fin dalla tenera età coadiuvavano i famigliari in tutte le attività.
La comunità dipese dall'Università di Verzino dalla fondazione fino al 1812, quando Gioacchino Murat ne riconobbe l'autonomia. Dopo gli Spinelli il territorio passò in feudo ai Cortese e successivamente, nel 1762, in gestione ai Barberio Toscano di San Giovanni in Fiore, che lo acquistarono nel 1804. L'amministrazione francese tassò eccessivamente la popolazione, già succube delle precedenti tirannie feudali. I baroni riscuotevano i tributi, i fitti, i terratici e si appropriarono di quasi tutti i diritti concessi dagli Spinelli. I savellesi cercarono sempre di acquistare i terreni coltivati. Sperarono inutilmente nelle leggi eversive della feudalità francesi. I Borboni, come le precedenti dinastie aragonesi e angioine, avevano la deprimente abitudine economica di vendere i feudi al miglior offerente per cui in Calabria, nel meridione in generale, si alternarono casate che si preoccuparono di spremere le popolazioni spendendo la ricchezza nella capitale, Napoli, dove risiedevano. Nel periodo napoleonico, dal 1796 al 1812, nella lotta tra i partigiani francesi e quelli borbonici ben 90 savellesi persero la vita. Altri rimasero briganti ricercati. In questo periodo di brigantaggio, Savelli contava circa mille abitanti. Il Brigantaggio si acuì anche con la venuta dei Savoia, che con leggi del 1867-1868, vendettero le terre ecclesiastiche e quelle demaniali ai baroni. Vane le promesse di Garibaldi, che aveva arruolato combattenti e destato simpatie nelle popolazioni con promesse di future concessioni di terreni. Dal 1860 al 1876 si scatenò una lotta di brigantaggio in tutta la Sila, dove cessò proprio con il contributo delle guardie nazionali savellesi guidate dal capitano Spina, anch'esso di Savelli. Quest'ultimo si trovava al comando della squadriglia di cavalieri che, il 27 luglio 1876 sconfissero l'ultima banda di briganti, capeggiata dal brigante Siinardi.
Nel 1796 un sacerdote, don Vincenzo Arcuri, pagò con la morte la segnalazione al sovrano borbonico delle vessazioni subite dai compaesani da parte del feudatario Nicola Barberio Toscano. Lo stesso feudatario venne ritenuto colpevole anche dell'omicidio di un altro sacerdote, don Francesco Scigliano, avvenuto nel 1806 : la sua colpa fu quella di aver appoggiato apertamente la repubblica partenopea. Nel 1861 un altro sacerdote, Don Giuseppe Rotundo, guidò una manifestazione di 300 braccianti che a San Giovanni in Fiore si riunì ad altri contadini per marciare su Crotone e per occupare le terre baronali. Caduta nel frattempo la dinastia borbonica, pagò con il carcere per questa manifestazione.
Nonostante alcuni programmi di lavori pubblici, per i 5 000 savellesi, residenti nel 1881, non rimase come alternativa che l'emigrazione.
Dal 1881 ad oggi 10 000 savellesi si sono spostati nell'America Latina, negli Stati Uniti, in Australia, in Germania, in Francia, in Belgio, in Svizzera e in Italia in Lombardia, in Piemonte, in Liguria, in Toscana e nel Lazio.

### Simboli
Lo stemma e il gonfalone sono stati concessi con decreto del presidente della Repubblica del 17 gennaio 2000.
Il gonfalone è un drappo di giallo.

## Monumenti e luoghi d'interesse

### Architetture religiose
Le chiese presenti sul territorio comunale savellese sono la chiesa dei Santi Pietro e Paolo (detta Matrice), la chiesa di Santa Maria delle Grazie (detta Jesulella),
la chiesa del Divino Amore nel Villaggio Pino Grande e la chiesetta di Mezzocampo. La Matrice fu edificata nella seconda metà del XVII secolo.

### Architetture civili

#### I monumenti
Il Monumento alla solidarietà in Piazza Santa Teresa di Calcutta e i monumenti ai caduti in Piazza Precone e vicino al cimitero.

#### Le fontane
Ben trentuno fontane, tra le più caratteristiche: la "Fontana Vecchia", la '"Fontana Nuova'", la "Fonte Pitinella" e la "Fonte Pedagese", il "Vallone Grande", la "Fontana degli Elfi" in località Ortica, Le "Fontane Rosse", la "Fontana del Villaggio", lo "Zampillo", la "Fontana del Boschetto", il "Pozzo delle Anime", il "Lavatoio", ornano le vie e i vicoli del paese.

#### L'acquedotto savellese
Fino agli anni '60 Savelli possedeva un acquedotto comunale della portata di soli 2 litri al secondo, bastevole però per i consumi di allora, quando la rete idrica e fognante serviva solo una piccola parte dell'abitato, mentre gli altri cittadini si fornivano di acqua attingendo alle fontane che il Comune aveva costruito nei vari rioni.
Quasi tutti gli altri paesi della zona, invece, ne erano completamente privi, da sempre.
L'Italia del boom economico decise finalmente di porvi rimedio, dandone incarico alla Cassa del Mezzogiorno.
Il primo acquedotto convogliò le acque di alcune sorgenti del fiume Lese, con una portata media di soli 30 litri al secondo per cui risultò da subito insufficiente per soddisfare i bisogni di una vasta e arida zona comprendente numerosi paesi del Crotonese e del Cosentino.
Fu deciso allora di utilizzare l'acqua del fiume, dove questo aveva una portata maggiore, costruendo una diga e scavando una galleria sotto la montagna di Savelli, per collegare i nuovi tubi a quelli del primo acquedotto, previa costruzione di un depuratore.
Nello scavare la galleria, lunga vari chilometri, venne rinvenuta parecchia acqua, tanto da indurre i tecnici della "Cassa del Mezzogiorno" a sospendere il progetto relativo all'invaso e al depuratore, convogliando solo l'acqua trovata nella galleria. Ma, questa acqua andò diminuendo di portata, mentre le richieste di più acqua aumentavano sempre di più.
Perciò i lavori ripresero e venne incanalata l'acqua del fiume e costruito il depuratore, il quale si trova a un livello di centinaia di metri sotto quello del paese.
In conseguenza, il primo acquedotto del Lese, proveniente dalle sorgenti alte, venne destinato solo per Bocchigliero e Savelli, nonché per il villaggio Pino Grande, la cui rete idrica era già stata costruita dalla Cassa del Mezzogiorno.
La stessa "Cassa" aveva inoltre promesso di risolvere il problema della condotta forzata tra il ripartitore di Scopettella (territorio distante 4 km dal paese dove è stato costruito il ripartitore per portare l'acqua al comune di Savelli) e il serbatoio del Villaggio, il quale si trova ad un'altitudine superiore a quella del predetto ripartitore.
Dopo mezzo secolo, ancora questo problema non è stato risolto, per cui spesso ad agosto il Villaggio e le case di Savelli costruite sopra il serbatoio del paese rimangono a secco, mentre l'acqua della montagna di Savelli disseta e soddisfa i bisogni di decine e decine di paesi del Crotonese e del Cosentino.

### Il museo etnografico
Le vecchie carceri mandamentali e l'ex pretura, restaurate, sono sede del caratteristico Museo della Montagna Silana. Ricco di reperti artigianali, illustra le modeste ma laboriosissime condizioni di vita dei savellesi.

### Altre strutture
- L'osservatorio astronomico Lilio, situato a due km dal centro abitato e dal Villaggio Pino Grande.  Il Parco Astronomico Lilio, attivo dal 5 agosto 2016, è l’unico in Calabria. Gestito dalla Provincia di Crotone, è’ dotato di un planetario con 60 posti a sedere, un osservatorio con telescopio da 500 mm, un radiotelescopio, un osservatorio solare; si trova a 1170 metri Alt. nella Sila ionica. È dotato di apparecchiature osservative e divulgazione astronomica e ha siglato protocolli con l’Agenzia spaziale italiana[quali ?].  Partecipa al progetto di ricerca per studenti Ergotelescope.[12] Con un complesso sistema hardware/software può essere anche gestito in remoto. Il 22 marzo 2017 il telescopio ha avuto la prima luce con la fotografia della Galassia Sombrero lontana 29 milioni di anni luce.[13] Nel settembre 2017 ha ospitato il XXV Congresso Nazionale del Gruppo Astronomia Digitale con la presenza di astronomi di tutta Italia."
- Il centro congressi, situato nel villaggio Pino Grande, attende un restauro conservativo ed una nuova gestione.
- Il Centro sportivo ricreativo, adiacente al centro congressi, è in attesa di restauro e di una nuova gestione.

### Aree naturali
- Bosco del villaggio turistico Pino Grande[10]
- Castagneto[10]
- Bosco di Mezzocampo[10]

## Società

### Evoluzione demografica
Abitanti censiti

### Religione
I santi patroni del comune sono i santi Pietro e Paolo, festeggiati il 29 giugno.
Dedicata agli emigrati la Festa di Santa Maria delle Grazie, ricorrenza votiva di Ferragosto, con processione e manifestazioni musicali: la chiesa di riferimento è quella di Santa Maria delle Grazie (Jesulella). Festa religiosa molto sentita è la domenica delle Palme: in ricordo della tragedia del terremoto del 1638, i fedeli portano le palme benedette al cimitero.

## Geografia antropica

### Frazioni
Il Villaggio Pino Grande sorge a 1110 metri s.l.m., a 4 km dal paese ed è composto da circa 250 villette, costruite da privati su terreno comunale a partire dal luglio 1961 con un regolare piano regolatore. Nel 1966 fu inaugurato dal ministro dei lavori pubblici del governo Moro III, il cosentino Giacomo Mancini, avendo completato le infrastrutture e i servizi (luce, acqua) necessari per tutte le numerose villette già costruite. I proprietari erano provenienti prevalentemente dalla Puglia e da Crotone. Tale frazione ora è completamente compresa nel Parco nazionale della Sila.
Mezzocampo (m 1163 s.l.m.) è una seconda frazione sita nel cuore della Sila, nata intorno ad una segheria industriale per la lavorazione del legname di pino, successivamente utilizzata come vivaio dal Corpo Forestale. È utilizzata per le escursioni turistiche. Si raggiunge dalla ex Strada statale 108 bis Silana di Cariati o dalla strada provinciale Savelli-Bocchigliero.

## Amministrazione
| Periodo | Periodo   | Primo cittadino             | Partito | Carica                  | Note   |
| ------- | --------- | --------------------------- | ------- | ----------------------- | ------ |
| 1960    | 1970      | Giacomo Filippo Spina       | DC      | Sindaco                 | [8]    |
| 1970    | 1976      | Vincenzo Manfredi           |         | Sindaco                 |        |
| 1976    | 1977      | Lepera Gaetano Erminio      |         | Sindaco                 |        |
| 1980    | 1988      | Giuseppe Mancuso            |         | Sindaco                 |        |
| 1988    |           | Vittorio Saladino           |         | Commissario prefettizio |        |
| 1988    | 1991      | Antonio Tallarico           | PCI     | Sindaco                 |        |
| 1991    |           | Alfredo Santo               |         | Commissario prefettizio |        |
| 1991    | 1992      | Francesco Antonio Cristiano |         | Sindaco                 |        |
| 1992    | 1993      | Franco Scalise              |         | Sindaco                 |        |
| 1993    | 1995      | Francesco Giuseppe Greco    |         | Sindaco                 |        |
| 1995    | 1996      | Vittorio Saladino           |         | Commissario prefettizio |        |
| 1996    | 1998      | Angela Caligiuri            | PDS     | Sindaco                 |        |
| 1998    |           | Sabrina Agreste             |         | Commissario prefettizio |        |
| 1998    | 2008      | Angela Caligiuri            | PD      | Sindaco                 |        |
| 2008    | 2018      | Francesco Salvatore Spina   | PD      | Sindaco                 | [ 17 ] |
| 2018    | 2023      | Domenico Frontera           |         | Sindaco                 |        |
| 2023    | in carica | Francesco Salvatore Spina   |         | Sindaco                 |        |

### Gemellaggi
- Albano Laziale